# Čečetka bělavá
Čečetka bělavá (Acanthis hornemanni) je malým druhem pěvce z čeledi pěnkavovitých (Fringillidae).

## Systematika
Studie z r. 2021, na které se podílel i český ornitolog Tomáš Albrecht z Ústavu biologie obratlovců Akademie věd České republiky, ukázala celogenomovou analýzou, že tři tradiční druhy čečetek, tj. čečetka zimní (Carduelis flammea/Acanthis flammea), čečetka tmavá (Carduelis cabaret/Acanthis cabaret) a čečetka bělavá (Carduelis hornemanni/Acanthis hornemanni) jsou ve skutečnosti ekotypy jednoho druhu, za jejichž vzhled je odpovědný jediný supergen na chromozomu 1, který ovlivňuje vzhled jedinců do té míry, že odlišné formy byly dosud považovány za samostatné druhy.

## Popis
Je velmi podobná čečetce zimní nebo čečetce tmavé, rozlišování druhů čečetek je krajně obtížné. Typičtí jedinci mají bílý neskvrněný kostřec, menší zobák a jemně úzce proužkované boky. Samec má růžovobílá prsa, samice bílá.

## Výskyt
Hnízdí v nízkých lesích v tundře nebo na horských vřesovištích. V ČR se vyskytuje vzácně většinou v hejnech s čečetkami zimními.

## Biologie

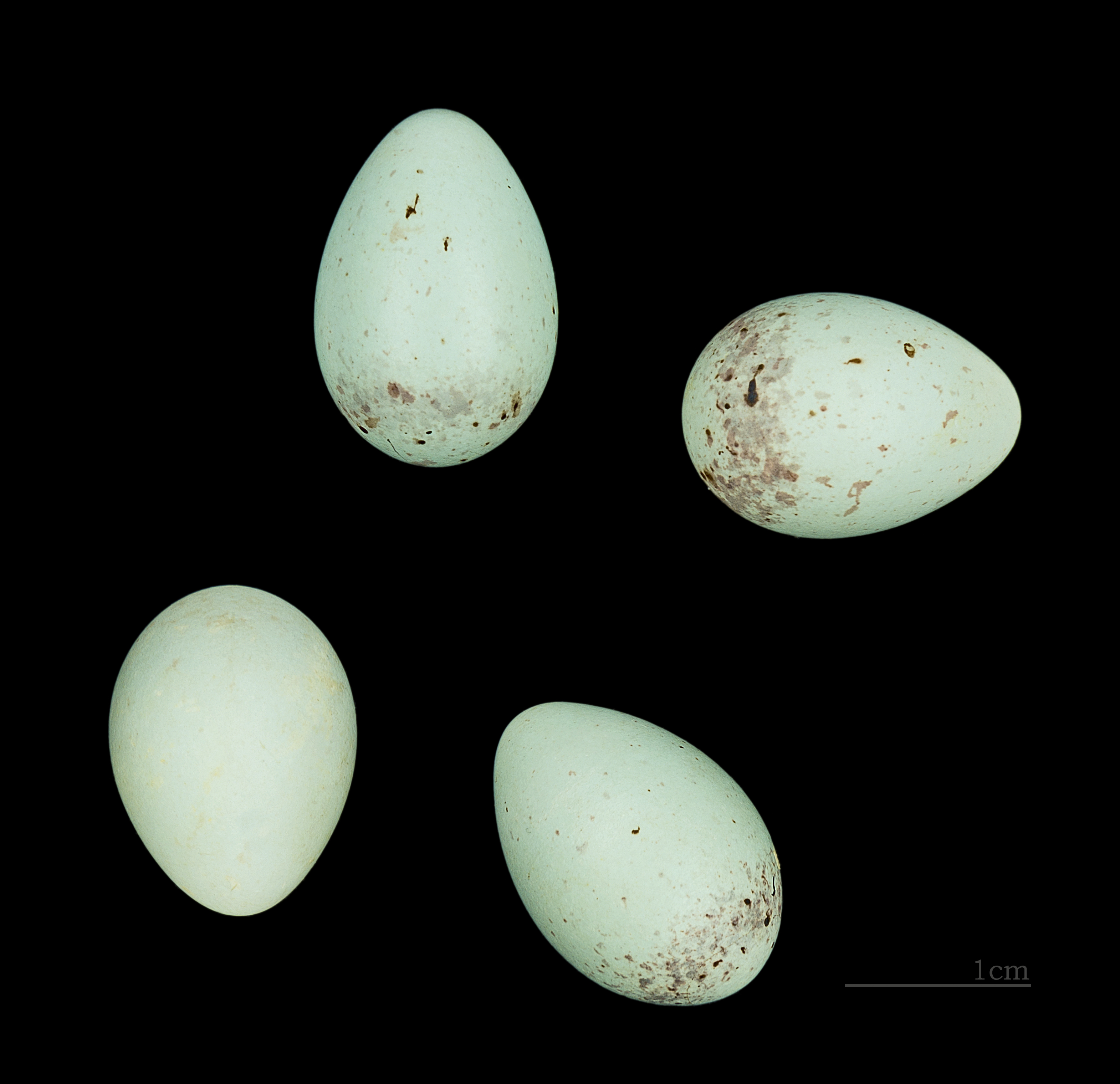
Carduelis hornemanni exilipes

Je částečně tažná, na jih se přesouvá v listopadu a zpátky se vrací v březnu a dubnu. Živí se převážně semeny, hlavně olší a bříz.
Hnízdění probíhá od května do července. Hnízdo je vybudováno nízko na stromě nebo keři a je úhledně spletené. Vnější vrstva je z větviček, střední z kořínků, kousků jalovcové kůry a lišejníků a vnitřní z chmýří, kočiček vrb a sobí srsti. Samice klade 3 - 7 modrobílých, světle hnědočerveně skvrnitých vajec a sedí na nich sama. Líhnou se za 11 dní a za dalších 13 dní mláďata opouštějí hnízdo.